# Исакадзе, Тедо
Тедо́ Исака́дзе (груз. თედო ისაკაძე) (род. 27 июня 1966, Тбилиси) ― грузинский филолог, доктор археологии (археогенетика). общественный и политический деятель, бизнесмен, заместитель государственного министра Грузии с 1999 по 2002 год .

## Биография
Родился 27 июня 1966 года в Тбилиси, Грузинская ССР.
В 1984 году поступил в Тбилисский государственный университет на филологический факультет. Окончил университет в 1989 году.

### Политика
Политикой начал заниматься еще в студенческие годы. Начиная с 1986 года он пропагандировал среди сокурсников антисоветские идеи.
В 1987 году стал активистом антисоветского студенческого движения и основателем первой студенческой диссидентской неформальной организации ― «Студенческий пресс-клуб ТГУ».
С 1988 года вместе со своими товарищами на основе стенгазеты Тбилисского государственного университета начинает издание «Студенческой страницы» с антисоветскими и антикоммунистическими статьями, напечатанными в полулегальной форме.
В 1989 году сотрудничает с «Грузинской христианской культурной научной лабораторией» Тбилисского государственного университета, в которой публикует статьи по истории литературы, политологии и искусству.
В 1990-х годов начинает заниматься коммерческой деятельностью. В 1993 году начинает издавать первую в Грузии независимую ежедневную газету «Иверия Экспресс». С этого же года вместе со своими товарищами создает движение «Политический клуб».
В 1992—1995 годах работает начальником Государственного управления по делам молодежи Грузии. С 1995 по 1999 год был временным поверенным президента Грузии в административном крае Рача-Лечхуми и Нижняя Сванетия. C 1999 по 2002 год был заместителем государственного министра Грузии (вице-премьер-министр).
С 2016 года ― депутат Тбилисского горсовета от избирательного блока «Грузинская мечта — Демократическая Грузия». Председатель комиссии по транспортным вопросам. Член комиссии по градостроительству и городскому хозяйству. Заместитель председателя горсовета с 15 декабря 2020 года.

## Бизнес
С 2003 года продолжает предпринимательскую деятельность и является учредителем и главой Наблюдательного совета компаний: «Мистер Грини» (HoReCa, Cateringa), «Интеркаталоги». С 2011 года является президентом компаний «Eastern Enterprise Group» и «King Enterprises GE».

## Семья
Женат, двое детей.